# Dajae
Dajae е артистичния псевдоним на Карен Гордон, соул и денс вокалистка от Чикаго.
Участва в различни соул формации преди да създаде работно дуо с Cajmere, с когото издават редица хит сингли, като „Brighter Days“, „Time“, „U Got Me Up“ и „Is It All over My Face“. Албумът „Higher power“ излиза на пазара през 1994 г. Две години по-късно хитът „Day By Day“ е класиран на челната позиция #1 on the Hot Dance Music/Club Play chart. Работи по студийни проекти с имена като Barbara Tucker, Ultra Naté, Moné and Junior Sanchez.
Хит сингълът „Tonight“ маркира 2007 отново като успешна година в кариерата на вокалистка.